# اثر امپمبا

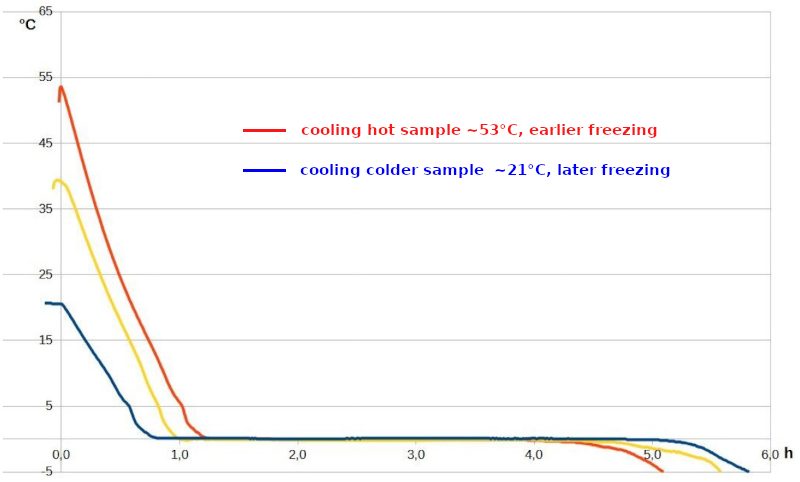
نمایی از نمودار «دما» در مقابل «زمان»، که اثر امپمبا را نشان می‌دهد.

اثر امپمبا (به انگلیسی: Mpemba effect) به پدیده‌ای فیزیکی گفته می‌شود که موجب می‌گردد آب گرم زودتر از آب سرد یخ بزند. این پدیده به نام اراستو امپمبا (به انگلیسی: Erasto Batholomeo Mpemba)، زادهٔ ۱۹۵۰، دانش‌آموز تانزانیایی در سال ۱۹۶۹ نام‌گذاری شده‌است. او مشاهده نمود که در شرایط یکسان، آب گرم‌تر سریع‌تر از آب سرد، منجمد می‌شود. با این وجود چندی گزارش‌ها متضاد این پدیده نیز هستند. اما به‌طور کلی اختلاف نظر بر سر این است که این پدیده در چه شرایطی رخ می‌دهد، اما گزارش چنین پدیده‌ای از زمان گذشته وجود داشته‌است. هرچند که این گزارش‌ها دارای جزئیات کافی برای ادعا کردن نبوده‌اند. تعدادی هم توجیه برای این پدیده پیشنهاد شده‌است.

## تعریف
این پدیدهٔ انجماد آب گرم سریع تر از آب سرد، توصیف کردنش سخت است و عبارتی بد تعریف است. جنگو یک جمله‌بندی دقیق برای این پدیده پیشنهاد کرده‌است که چنین است:
وجود یک مجموعه پارامترهای اولیه، و دماهای جفت شده، آب داخل جسم‌های داده شده در این پارامترها و تنها تفاوت در دمای یکنواخت اولیه باعث می‌شود که آب گرم تر از آب سرد، سریع تر منجمد بشود.
به هر حال حتی با این تعریف روشن نیست که آیا «انجماد» اشاره شده به صورت یک لایه‌ای از یخ است یا اینکه در نقطه مد نظر است که آب به صورت یک بلوک جامد یخی درآمده‌است؛ که در هر دو صورت آب می‌تواند در صفر درجه سانتی‌گراد باشد. مقدار آب می‌تواند در صفر سانتی گراد باشد ولی یخ نبسته باشد؛ که به این معنی است که مقدار گرما گرفته شده از آب در این دما آنقدر نبوده‌است که منجر به یخ بستن آب بشود، که آب در این حالت متشکل از جامد یخی و آب مایع در دمای صفر است.
با توجه به تعریف بالا می‌توان راه‌های ساده‌ای را برای بررسی این اثر مشاهده کرد: برای مثال اگر دمای کمتر یخ زدگی سطح سرد و ذوب کند بنابراین رسانندگی گرمایی بین سطح سرد و آب ظرف افزایش می‌یابد. در طرف دیگر، ممکن است تعداد زیادی از چنین پدیده‌ای باشد که هنوز مشاهده نشده‌است.

## مشاهدات

### پیشینهٔ تاریخی
تأثیرات مختلف گرما بر یخ‌زدن آب به وسیله دانشمندانی همچون ارسطو توصیف شده بودند: «این واقعیت دارد که آب از پیش گرم شده، یخ‌زدنش سریع‌تر از آب سرد است. از این رو بسیاری از مردم، هنگامی که آب خنک می‌خواستند، آن را در مقابل تابش خورشید می‌گذاشتند؛ بنابراین ساکنان پنتوس هنگامی که قصد نگه‌داری ماهی را داشتند در بلوکی یخی سوراخی ایجاد می‌کردند و سپس ماهی را همراه با مقداری آب گرم داخل آن می‌گذاشتند تا سریع‌تر یخ ببندد، و آن‌ها از نی‌های روییده در آب برای نگهداری این مخلوط یخ و ماهی استفاده می‌کردند.»
دانشمندان عصر جدید همانند فرانسیس بیکن این نکته که " آب کمی ولرم‌تر سریع تر از آب سرد، یخ می‌بندد " را متذکر شده‌اند. رنه دکارت در کتاب گفتار در روش خویش نوشته است:" هر شخصی به تجربه می‌تواند ببیند، آبی که برای مدت طولانی در تماس با آتش نگهداری شده‌است (منظور این است که آب داغ باشد) سریع تر از آب‌های دیگر (با دمای پایین‌تر از آب مذکور) یخ می‌بندد. زیرا آن ذراتی از آب که می‌توانند خم‌های (امروزه پیوند نامیده می‌شوند) تبخیری نگه دارند به علت حرارت دیدن آب از بین رفته‌اند و دیگر نمی‌توانند متوقف کنند."
جوزف بلک یک مورد خاص از این پدیده که آب قبلاً جوشیده در مقایسه با آب ناجوشیده است را بررسی کرده‌است؛ آب قبلاً جوشیده منجمد می‌شود خیلی سریع‌تر از آب ناجوشیده. با تبخیر کنترل شده. او بر تأثیر هم زدن آب در نتایج آزمایشگاهی بحث کرده‌است. در نظر داشته باشید که بهم زدن آب ناجوشید باعث می‌شود که دو مورد در یک زمان یکسان منجمد بشوند و همچنین بهم زدن آب خیلی سرد ناجوشیده منجر می‌شود که فوری منجمد بشود.

### مشاهدات امپمبا
این اثر بعدها به نام اراستو امپمبا تانزانیایی نامیده شد. او در سال ۱۹۶۳ در کلاس سوم متوسطه زمانی که ۱۳ سال داشت به این پدیده برخورد کرد. او در کلاس درس بستنی‌سازی بازیگوشی کرد بستنی را دیر آماده کرد. به همین خاطر مجبور شد شیر سرد نشده را داخل فریزر قرار دهد. زمانی که معلم بستنی‌ها را از فریزر خارج می‌کرد، امپمبا انتظار داشت که بستنی او شل‌تر از سایرین باشد؛ ولی با کمال تعجب دید بستنی کاملاً یخ بسته و سفت‌تر از سایر بستنی‌ها است. او ماجرای بازیگوشی خود را برای معلم تعریف کرد و آن‌ها این آزمایش را دوباره انجام دادند و با کمال تعجب دیدند که شیر جوشیده زودتر یخ می‌زند. وقتی موضوع به محافل دانشگاهی کشیده شد، جواب‌هایی برای پاسخ به این پدیده بیان شد که یکی پس از دیگری رد شدند. قابل قبول‌ترین نظریه، توصیف این پدیده به کمک چراغ راهنمایی بوده‌است. دو اتومبیل را در نظر بگیرید که یکی جلوتر (ظرف سردتر) و پشت چراغ قرمز ایستاده باشد و دیگری که عقب‌تر (ظرف گرمتر) و در حال نزدیک شدن به چراغ باشد. اگر زمان قرار دادن ظرف‌ها در فریزر همان زمان سبز شدن چراغ باشد، ماشینی که عقب‌تر و در حال حرکت است از ماشین در حال سکون، سبقت خواهد گرفت. در نتیجه آب جوشیده در حال غلیان زودتر از آب سرد ساکن یخ خواهد بست.